# 2002 – Durchgeknallt im All
2002 – Durchgeknallt im All (Originaltitel: 2001: A Space Travesty) ist eine kanadische Komödie aus dem Jahr 2000. Die Hauptrolle spielt Leslie Nielsen.

## Handlung
Präsident Bill Clinton wird entführt und durch einen außerirdischen Klon ersetzt. Polizeichef Halverson beauftragt Marshal Richard „Dick“ Dix zusammen mit Cassandra Menage den Präsidenten aus den Fängen von Dr. Griffin Pratt zu befreien. Dieser befindet sich auf einer Mondbasis und macht Klonforschungen. Lt. Bradford Shitzu und Captain Valentino Di Pasquale helfen Dix und Menage. Dix begegnet Dr. Künstler, die ihn verführen will, um an den echten Präsidenten zu gelangen und diesen zu töten. Dix und Menage fliehen zusammen mit dem Präsidenten vom Mond zur Erde, wo sie ihn bei einer Opernaufführung gegen den falschen austauschen wollen.

## Kritiken
„Die hilflosen Bemühungen um einen Hauch von Komik lassen den Zuschauer peinlich berührt zurück.“

„In typischer ‚Nackte Kanone‘-Manier führt Dix durch diesen beschämend unkomischen Schwachsinn, der in den USA gar nicht erst ins Kino durfte. Damit hat Leslie Nielsen, 76, seinen Sympathiebonus endgültig verspielt.“

„Sicherlich kein Meilenstein in Sachen Regie- und Schauspielkunst sowie handwerklich eher unausgereift, kann man sich bei diesem kruden Mix aus ‚Die nackte Kanone‘ und ‚Men in Black‘ dennoch – auf etwas niedrigem Niveau – recht kurzweilig unterhalten. […] Das Zielpublikum, Tiefschlag-erprobte Fans von Bully, Didi, Erkan, Stefan und Co., ausgestattet mit eisernem Zwerchfell und ebensolchem Magen, werden sich diese stellenweise vulgäre und derbe Juxrevue wohl nicht entgehen lassen.“

## Hintergrund
Der Film wurde in Kanada, Deutschland, Japan und den Vereinigten Staaten gedreht und hatte seine Premiere am 31. Oktober 2000 in Japan. In Deutschland fand die Premiere am 9. Mai 2002 statt. Die Produktionsfirma war die Helkon Media AG. Das Budget lag bei 45 Millionen US-Dollar.

## Synchronisation
Für das Dialogbuch und die Dialogregie war Arne Elsholtz im Auftrag der RC Production, Berlin zuständig.
| Rolle                         | Darsteller     | Synchronsprecher    |
| ----------------------------- | -------------- | ------------------- |
| Marshall „Dick“ Dix           | Leslie Nielsen | Horst Schön         |
| Cassandra Menage              | Ophélie Winter | Claudia Lehmann     |
| Captain Valentino Di Pasquale | Ezio Greggio   | Arne Elsholtz       |
| Dr. Griffin Pratt             | Peter Egan     | Frank Glaubrecht    |
| Dr. Uschi Künstler            | Alexandra Kamp | Alexandra Kamp      |
| Bill Clinton                  | Damien Masson  | Stefan Gossler      |
| Lt. Bradford Shitzu           | Pierre Edwards | Charles Rettinghaus |
| Polizeichef Halverson         | Sam Stone      | Jürgen Kluckert     |